# Bellinga slott
Bellinga slott är ett slott i Ystads kommun.
Bellinga gods ligger vid Ellestadsjöns västra sida. Godset var från 1500-talet en sätesgård under Sövdeborg. På 1860-talet avskiljdes Bellinga och slottet byggdes av Elisabeth Piper och hennes make friherre Carl Fredrik Hochschild. Slottet har därefter varit i släkten Pipers ägo. Det är inte tillgängligt för allmänheten.